# Gerson Camata
Gerson Camata, né le 29 juin 1941 à Castelo et mort le 26 décembre 2018 à Vitória, est un homme politique brésilien. Il a été gouverneur d'Espírito Santo.

## Biographie
Né le 29 juin 1941 à Castelo, Gerson Camata suit des études en sciences économiques à l'Université Fédérale d'Espírito Santo (pt) (UFES).

### Mort
Il est tué par balle le 26 décembre 2018 à Praia do Canto, Vitória. Le secrétaire d'État à la Sécurité publique d'Espírito Santo, le colonel Nylton Rodrigues, déclare que le suspect est Marcos Venicio Moreira Andrade, 66 ans, un ancien conseiller qui a travaillé avec l'homme politique pendant environ 20 ans. Le suspect est arrêté par la police.
Rita Camata et sa fille rendent hommage à Gerson Camata sur les réseaux sociaux.